# Antony Alda
Antony Alda (Franciaország, 1956. december 9. – Los Angeles, 2009. július 3.) amerikai olasz színész és filmrendező. Édesapja a szintén színész Robert Alda volt, aki Franciaországban élt, mikor Antony megszületett.

## Filmográfia

### Film
| Év   | Magyar cím               | Eredeti cím         | Szerep      | Magyar hangja |
| ---- | ------------------------ | ------------------- | ----------- | ------------- |
| 1980 | Melvin és Howard         | Melvin and Howard   | Terry       |               |
| 1986 | Édes szabadság           | Sweet Liberty       | stábtag     |               |
| 1986 |                          | Smart Alec          | Rodney      |               |
| 1987 |                          | Dancing in the City | Charon      |               |
| 1988 | A hallgatag bunyós       | Homeboy             | Ray         | László Zsolt  |
| 1991 | Kicsi kocsi Hollywoodban | Driving Me Crazy    | Jack        |               |
| 1993 |                          | Killing Device      | Kyle        |               |
| 2002 | A bombaszerep            | Role of a Lifetime  | Joey        |               |
| 2004 | A nemzet aranya          | National Treasure   | Ferguson őr |               |

## További információ
- Antony Alda a PORT.hu-n (magyarul)
- Antony Alda az Internetes Szinkronadatbázisban (magyarul)
- Antony Alda az Internet Movie Database-ben (angolul)
- Antony Alda a Rotten Tomatoeson (angolul)